# Режевской заказник
Режевской заказник — природно-минералогический заказник в Режевском муниципальном округе Свердловской области, один из самых известных и посещаемых заказников области. Был основан в 1995 году. Задачей заказника является  сохранение и воспроизводство уникального природного комплекса, в том числе минералогической провинции «Самоцветная полоса Урала», в сочетании с ограниченным и согласованным использованием отдельных видов природно-минералогических ресурсов, а также организация геологического и экологического туризма и просвещения.

## Описание
Заказник находится в центральной части геолого-минералогической системы «Самоцветная полоса Урала», в 13 километрах на северо-запад от города Реж, в долинах рек Адуй и Реж. Площадь заказника составляет 39 500 гектаров, однако только 142 гектара относятся к землям особо охраняемых территорий. На территории заказника находятся несколько населенных пунктов Режевского района.
Заказник состоит из трех участков — Адуйский, Шайтанский, и Липовский. Выбор участков обусловлен группировкой месторождений и водных ресурсов. На территории заказника находятся минеральные копи полевых шпатов, горного хрусталя, турмалина, аквамарина и других самоцветов, графического пегматита, узорчатого шайтанского агата-переливта, опала, и т.д.

## Значимые объекты
На территории заказника располагаются скала «Адуйский-Камень» (с наскальными росписями), памятник природы скала «Шайтан-Камень», копь «Семенинская», месторождение агата «Шайтанский переливт». 

### Минералогический музей
На базе заказника работает минералогический музей. Основной фонд музей насчитывает более 800 предметов и более 2000 единиц хранения. 

### Мраморная пещера «Черный Кот»
Пещера «Черный Кот» является единственной мраморной пещерой на Среднем Урале и по протяженности занимает третье место из четырех мраморных пещер на Урале и в России с длиной в 109 метров. Название пещера получила из-за небольшого характерного натурального изображения недалеко от входа. Пещера была открыта в 2020 году после вскрытия полости в скале. Пещера представляет собой четыре невысоких грота соединенных двумя проходами, по которым в некоторых местах можно передвигаться только ползком. Общий перепад высот составляет 4 метра. В зависимости от погодных условий некоторые части пещеры обводняются, закрывая проходы. 
В одном из гротов была обнаружена небольшая колония зимующих летучих мышей. Статус для допуска посетителей в пещеру по состоянию на 2025 год не решен, поскольку хотя расширение входа для комфортного доступа и возможно, изменения могут привести к изменению условий для зимовки рукокрылых и соответственно к потере колонии.

## История
Заказник создан в 1995 году постановлением Правительства Свердловской области. Впоследствие территория заказника расширялась. 

## Деятельность заказника
Вместе с охраной уникальных запасов недр и геолого-минералогических объектов, задачей заказника является ограничение и контроль за использованием природных и минеральных ресурсов. При этом находящиеся в разработке участки (разрабатываемые и выдаваемые для разработки) из заказника не изымаются. Однако все владельцы земельных участков обязаны согласовывать свое ресурсопользование с дирекцией заказника. Вся добыча ресурсов осуществляется на лицензионной основе. 
В дополнение к охране и разработке запасов недр, заказник занимается возрождением традиционной культуры камня, содействует развитию ремесел, гранильного и ювелирного дела. Развивает научный, просветительский и коммерческий туризм.